# 팔각별

팔각성

팔각성(八角星) 또는 팔망성(八芒星), 팔각별(八角별), 옥타그램(Octagram)은 다각성의 일종으로 8개의 선분이 교차하는 도형이다.
| 팔각성 {8/3} | 팔각성 모양의 기둥 | 팔각성 모양의 엇각기둥 | 팔각성 모양의 교차 엇각기둥 |

## 같이 보기
- 루브 엘 히즈브